# Адон Виеннский
Адо́н Вье́ннский, он же А́до Вье́ннский (фр. Adon de Vienne, лат. Ado Viennensis; около или 800 — 16 декабря 875, Вьенн) — французский хронист, монах-бенедиктинец, архиепископ Вьенна (860—875), деятель Каролингского возрождения и святой Католической церкви.

## Биография
Адон родился в знатной франкской семье. В юности получил хорошее образование, обучаясь в Феррьерском аббатстве, где его наставником был один из самых видных гуманистов того времени аббат Луп Серват. В монастырской школе Адон принёс обеты и вступил в орден бенедиктинцев. После получения образования приглашён был аббатом Прюмского монастыря близ Трира Маркуардом, бывшим феррьерским монахом, преподавать там богословие, но после того как в 853 году настоятель скончался, вынужден был покинуть аббатство и отправиться в паломничество в Рим, где прожил пять лет. В 858 году посетил Равенну, где обнаружил древнеримский мартиролог, послуживший основой для его собственного, дополненного позже выдержками из сочинения Беды Достопочтенного.
В том же 858 году вернулся в Лотарингию, и встречен был в Лионе архиепископом Ремигиусом, который с согласия аббата Феррьера назначил его пастором церкви святого Романа близ Вьенна. В августе или сентябре 860 году был избран, несмотря на противодействие графа Жерара, на местную кафедру, став здесь преемником архиепископа Агилмара. Уже 22 октября Адон участвовал в поместном соборе франкских иерархов, состоявшемся в Тони.
На посту архиепископа Адон проводил активные реформы, упорядочивая монашескую и приходскую деятельность. Будучи одним из самых образованных людей своего времени, вёл активную переписку, в том числе и с папами римскими Николаем I, от которого в 861 году получил паллий, и Адрианом II.
В 862—865 годах в деле с разводом короля Лотарингии Лотаря II, оклеветавшего свою жену Теутбергу, Адон занял принципиальную позицию, а когда подкупленные королём папские легаты и синод дали Лотарю разрешение на новый брак с наложницей Вальдрадой, сообщил о беззаконии в Рим, после чего папа аннулировал это разрешение.
В 870 году провёл в Вьенне церковный собор.
Умер 16 декабря 875 года во Вьенне. Его преемником в Вьеннской епархии стал епископ Оттрамн.

## Сочинения
Главным трудом Адона Вьеннского стала латинская «Хроника шести веков мира» (лат. Chronicon de sex aetatibus mundi), законченная в 874 году и доводящая изложение событий до 869 года, в которой мировая история, в соответствии с хронологией Аврелия Августина, подразделялась на шесть эпох: от Адама до Всемирного потопа, от потопа до Авраама, от Авраама до Давида, от Давида до Вавилонского пленения, от Вавилонского плена до пришествия Христа, и с Рождества Христова до современных автору времён. Описание последней эпохи занимает в хронике больше места, чем предшествующих пяти, причём наибольший исторический интерес представляют заключительные разделы, излагающие события первых двух третей IX столетия преимущественно во Франкском государстве и сопредельных землях, с явным неодобрением политики короля Лотаря II и восхвалением преемника его Карла Лысого.
Подобно другим образованным клирикам своей эпохи, Адон одержим был идеей единства империи, прослеживая в своём сочинении преемственность власти от Константина I до Карла Великого, а от него до Людовика II. Основными источниками для хроники послужили сочинения Павла Орозия, Исидора Севильского, Фредегара, Беды Достопочтенного и Эйнхарда, а также «Лоршские анналы» и «Анналы королевства франков». Анонимными продолжателями хроника продолжена была сначала до 879, а затем до 885 и 1032 года. Известно, как минимум, 17 её рукописей, датируемых в основном XI—XII веками, которые хранятся в Национальной библиотеке Франции (Париж), Британской библиотеке (Лондон), Ватиканской апостольской библиотеке, библиотеке колледжа Корпус-Кристи Кембриджского университета, библиотеке Лейденского университета, Бернской городской библиотеке и муниципальной библиотеке Монпелье.
Перу Адона принадлежат также жизнеописания ряда святых эпохи Меровингов, в частности, Св. Дезидерия и Св. Теодора, а также вышеназванный «мартиролог», законченный в 858 году и получивший широкое распространение в Средневековье.

## Прославление
Католическая церковь отмечает память Адона Вьеннского 16 декабря.